# Futbol'nyj Klub Šachtar Donec'k 2020-2021
Questa voce raccoglie le informazioni riguardanti il Futbol'nyj Klub Šachtar Donec'k nelle competizioni ufficiali della stagione 2020-2021.

## Maglie e sponsor
Lo sponsor tecnico per la stagione 2020-2021 è Nike. Lo sponsor di maglia è Pari Match per le competizioni nazionali, System Capital Management per le competizioni europee.
| Casa | Trasferta |

## Rosa
| N. |                    | Ruolo | Calciatore        |
| -- | ------------------ | ----- | ----------------- |
| 1  | Ucraina (bandiera) | P     | Oleksij Ševčenko  |
| 2  | Brasile (bandiera) | D     | Dodô              |
| 4  | Ucraina (bandiera) | D     | Serhij Kryvcov    |
| 5  | Georgia (bandiera) | D     | Davit Khocholava  |
| 6  | Ucraina (bandiera) | C     | Taras Stepanenko  |
| 7  | Brasile (bandiera) | C     | Taison            |
| 8  | Brasile (bandiera) | C     | Marcos Antônio    |
| 9  | Brasile (bandiera) | C     | Dentinho          |
| 10 | Ucraina (bandiera) | A     | Júnior Moraes ()  |
| 11 | Ucraina (bandiera) | C     | Marlos ()         |
| 14 | Brasile (bandiera) | C     | Tetê              |
| 15 | Ucraina (bandiera) | D     | Viktor Kornijenko |
| 17 | Ucraina (bandiera) | C     | Maksym Malyšev    |
| 19 | Israele (bandiera) | C     | Manor Solomon     |
| 20 | Ucraina (bandiera) | C     | Viktor Kovalenko  |
| 21 | Brasile (bandiera) | C     | Alan Patrick      |
| 22 | Ucraina (bandiera) | D     | Mykola Matvijenko |

| N. |                    | Ruolo | Calciatore          |
| -- | ------------------ | ----- | ------------------- |
| 23 | Ucraina (bandiera) | C     | Vladyslav Vakula    |
| 27 | Brasile (bandiera) | C     | Maycon              |
| 28 | Brasile (bandiera) | C     | Marquinhos Cipriano |
| 30 | Ucraina (bandiera) | P     | Andrij Pjatov       |
| 31 | Brasile (bandiera) | D     | Ismaily             |
| 49 | Brasile (bandiera) | D     | Vitão               |
| 50 | Ucraina (bandiera) | D     | Serhij Bolbat       |
| 54 | Ucraina (bandiera) | P     | Jevhen Hrycenko     |
| 59 | Ucraina (bandiera) | A     | Bohdan V"junnyk     |
| 61 | Ucraina (bandiera) | C     | Heorhij Sudakov     |
| 70 | Ucraina (bandiera) | C     | Jevhen Konopljanka  |
| 72 | Ucraina (bandiera) | C     | V″jačeslav Čurko    |
| 77 | Ucraina (bandiera) | D     | Valerij Bondar      |
| 81 | Ucraina (bandiera) | P     | Anatolij Trubin     |
| 91 | Ucraina (bandiera) | C     | Mychajlo Mudryk     |
| 99 | Brasile (bandiera) | C     | Fernando            |

## Calciomercato

### Sessione estiva
| Acquisti         | Acquisti           | Acquisti          | Acquisti      |
| R.               | Nome               | da                | Modalità      |
| ---------------- | ------------------ | ----------------- | ------------- |
| D                | Bohdan Butko       | Lech Poznań       | fine prestito |
| D                | Viktor Kornijenko  | Mariupol'         | fine prestito |
| Altre operazioni |                    |                   |               |
| R.               | Nome               | da                | Modalità      |
| P                | Oleh Kudryk        | Karpaty           | fine prestito |
| D                | Valerij Bondarenko | Vitória Guimarães | fine prestito |
| C                | V″jačeslav Čurko   | Mariupol'         | fine prestito |
| C                | Danylo Ihnatenko   | Mariupol'         | fine prestito |
| C                | Oleksandr Zubkov   | Ferencváros       | fine prestito |
| A                | Andrij Borjačuk    | Çaykur Rizespor   | fine prestito |
| A                | Olarenwaju Kayode  | Gaziantepspor     | fine prestito |

| Cessioni         | Cessioni              | Cessioni         | Cessioni   |
| R.               | Nome                  | da               | Modalità   |
| ---------------- | --------------------- | ---------------- | ---------- |
| D                | Bohdan Butko          | Lech Poznań      | prestito   |
| C                | Wellington Nem        |                  | svincolato |
| C                | Oleksandr Pichal'onok | Dnipro-1         | prestito   |
| A                | Danylo Sikan          | Mariupol'        | prestito   |
| Altre operazioni |                       |                  |            |
| R.               | Nome                  | a                | Modalità   |
| P                | Oleh Kudryk           | Mariupol'        | definitivo |
| D                | Valerij Bondarenko    | Oleksandrija     | prestito   |
| D                | Kyrylo Meličenko      | Mynaj            | prestito   |
| C                | Artem Bondarenko      | Mariupol'        | prestito   |
| C                | Danylo Ihnatenko      | Dnipro-1         | prestito   |
| C                | Andrij Korobenko      | Ruch L'viv       | svincolato |
| C                | Dmytro Kryskiv        | Metalist 1925    | prestito   |
| C                | Mychajlo Mudryk       | Desna Černihiv   | prestito   |
| C                | Oleh Očeret'ko        | Mariupol'        | prestito   |
| C                | Oleksandr Zubkov      | Ferencváros      | definitivo |
| A                | Andrij Borjačuk       | Mezőkövesd-Zsóry | prestito   |
| A                | Olarenwaju Kayode     | Sivasspor        | prestito   |

### Sessione invernale
| Acquisti         | Acquisti         | Acquisti         | Acquisti      |
| R.               | Nome             | da               | Modalità      |
| ---------------- | ---------------- | ---------------- | ------------- |
| C                | Mychajlo Mudryk  | Desna Černihiv   | fine prestito |
| Altre operazioni |                  |                  |               |
| R.               | Nome             | da               | Modalità      |
| D                | Bohdan Butko     | Lech Poznań      | fine prestito |
| D                | Kyrylo Meličenko | Mynaj            | fine prestito |
| D                | Danylo Sahutkin  | Mariupol'        | fine prestito |
| A                | Andrij Borjačuk  | Mezőkövesd-Zsóry | fine prestito |

| Cessioni         | Cessioni            | Cessioni        | Cessioni   |
| R.               | Nome                | da              | Modalità   |
| ---------------- | ------------------- | --------------- | ---------- |
| C                | Viktor Kovalenko    | Atalanta        | definitivo |
| Altre operazioni |                     |                 |            |
| R.               | Nome                | da              | Modalità   |
| P                | Heorhij Jermakov    | Oleksandrija    | prestito   |
| D                | Bohdan Butko        | Erzurumspor FK  | prestito   |
| D                | Oleksandr Drambajev | Mariupol'       | prestito   |
| D                | Mark Mampassi       | Mariupol'       | prestito   |
| D                | Kyrylo Meličenko    | Mariupol'       | definitivo |
| D                | Danylo Sahutkin     | Mariupol'       | definitivo |
| C                | V″jačeslav Čurko    | Kolos Kovalivka | prestito   |
| A                | Andrij Borjačuk     | Ruch L'viv      | prestito   |

### Operazioni successive alla sessione invernale
| Acquisti | Acquisti | Acquisti | Acquisti |
| R.       | Nome     | da       | Modalità |
| -------- | -------- | -------- | -------- |

| Cessioni | Cessioni | Cessioni | Cessioni   |
| R.       | Nome     | da       | Modalità   |
| -------- | -------- | -------- | ---------- |
| C        | Taison   |          | svincolato |

## Risultati

### Prem"jer-liha

#### Girone d'andata
| Arbitro: | Paschal (Cherson) |

|                                                |           |              |
| A. Patrick 60’ (rig.), 69’ Volynec' 72’ (aut.) | Marcatori | 77’ Kostyšyn |

| Arbitro: | Kozyrjac'kyj (Zaporižžja) |

|                       |           |            |
| Stepanenko 47’ (aut.) | Marcatori | 67’ Marlos |

| Arbitro: | Romanov (Dnipro) |

|                                  |           |                        |
| Kočerhin 20’ Jurčenko 28’ (rig.) | Marcatori | 17’ Marlos 49’ Kryvcov |

| Arbitro: | Abdula (Charkiv) |

|                             |           |  |
| Kovalenko 64’ J. Moraes 66’ | Marcatori |  |

| Arbitro: | Paschal (Cherson) |

|                              |           |                           |
| Mostovyj 17’ Totovyc'kyj 26’ | Marcatori | 4’ Kovalenko 79’ Dentinho |

| Arbitro: | Bondarenko (Odessa) |

|                                                          |           |           |
| Kovalenko 4’, 18’ M. Antônio 9’ Dentinho 16’ Solomon 50’ | Marcatori | 25’ China |

| Arbitro: | Romanov (Dnipro) |

|             |           |          |
| Solomon 33’ | Marcatori | 7’ Kulač |

| Arbitro: | Novochatnij (Kiev) |

|                                                          |           |              |
| Taison 26’ (rig.), 75’ Sudakov 44’ A. Patrick 65’ (rig.) | Marcatori | 71’ Horbunov |

| Arbitro: | Monzul' (Charkiv) |

|  |           |                                             |
|  | Marcatori | 34’ J. Moraes 66’ M. Antônio 72’ A. Patrick |

| Arbitro: | Monzul' (Charkiv) |

|          |           |            |
| Dodô 47’ | Marcatori | 53’ Banada |

| Arbitro: | Šurman (Kiev) |

|  |           |          |
|  | Marcatori | 88’ Tetê |

| Arbitro: | Kozyrjac'kyj (Zaporižžja) |

|                                                                                  |           |             |
| Dopilka 20’ (aut.) Fernando 21’ Solomon 29’ Matvijenko 49’ Lopyr'onok 72’ (aut.) | Marcatori | 35’ Nurijev |

| Kropyvnyc'kyj 13 dicembre 2020, ore 14:00 EET 13ª giornata | Inhulec'            | 0 – 3 (a tavolino) | Šachtar | Stadio Zirka\| Arbitro: \| Kryvuškin (Charkiv) \| |
| Arbitro:                                                   | Kryvuškin (Charkiv) |                    |         |                                                   |

#### Girone di ritorno
| Kiev 14 febbraio 2021, ore 14:00 EET 14ª giornata | Kolos Kovalivka   | 0 – 0 referto | Šachtar | Stadio Dynamo Lobanovs'kyj (0 spett.)\| Arbitro: \| Paschal (Cherson) \| |
| Arbitro:                                          | Paschal (Cherson) |               |         |                                                                          |

| Arbitro: | Balakin (Kiev) |

|                           |           |  |
| Tetê 9’ Maycon 60’ (rig.) | Marcatori |  |

| Arbitro: | Monzul' (Charkiv) |

|  |           |                  |
|  | Marcatori | 90+4’ Ivanisenja |

| Arbitro: | Ivanov (Makiïvka) |

|  |           |          |
|  | Marcatori | 24’ Dodô |

| Arbitro: | Paschal (Cherson) |

|                                       |           |  |
| Tetê 34’ (rig.), 80’ Solomon 74’, 77’ | Marcatori |  |

| Arbitro: | Balakin (Kiev) |

|                                     |           |                  |
| Alvaro 24’ Nyč 48’ China 73’ (rig.) | Marcatori | 30’, 56’ Solomon |

| Arbitro: | Bojko (Kiev) |

|  |           |                    |
|  | Marcatori | 42’, 62’ J. Moraes |

| Arbitro: | Abdula (Charkiv) |

|  |           |                                       |
|  | Marcatori | 34’, 78’ (rig.) J. Moraes 37’ Solomon |

| Arbitro: | Monzul' (Charkiv) |

|  |           |                    |
|  | Marcatori | 34’ (rig.) de Pena |

| Arbitro: | Bojko (Kiev) |

|                                 |           |  |
| Hrečyškin 44’ (rig.) Šastal 54’ | Marcatori |  |

| Arbitro: | Šurman (Kiev) |

|                       |           |                 |
| Dentinho 24’ Tetê 41’ | Marcatori | 90+4’ Choblenko |

| Arbitro: | Novochatnij (Kiev) |

|  |           |                                            |
|  | Marcatori | 29’, 81’ Stepanenko 53’ Solomon 70’ Maycon |

| Arbitro: | Pančyšyn (Charkiv) |

|          |           |  |
| Tetê 16’ | Marcatori |  |

### Coppa d'Ucraina
| Arbitro: | Bojko (Kiev) |

|              |           |  |
| Semenec' 96’ | Marcatori |  |

### Champions League

#### Fase a gironi
| Arbitro: | Jovanović |

|                         |           |                                        |
| Modrić 54’ Vinícius 59’ | Marcatori | 29’ Tetê 33’ (aut.) Varane 42’ Solomon |

| Kiev 27 ottobre 2020, ore 19:55 EET Gruppo B - 2ª giornata | Šachtar | 0 – 0 referto | Inter | Stadio Olimpico (10 178 spett.)\| Arbitro: \| Kabakov \| |
| Arbitro:                                                   | Kabakov |               |       |                                                          |

| Arbitro: | Gözübüyük |

|  |           |                                                               |
|  | Marcatori | 8’, 26’, 78’ Pléa 17’ (aut.) Bondar 44’ Bensebaini 65’ Stindl |

| Arbitro: | Çakır |

|                                                     |           |  |
| Stindl 17’ (rig.) Elvedi 34’ Embolo 45+1’ Wendt 77’ | Marcatori |  |

| Arbitro: | Hațegan |

|                          |           |  |
| Dentinho 57’ Solomon 82’ | Marcatori |  |

| Milano 9 dicembre 2020, ore 21:00 CET Gruppo B - 6ª giornata | Inter  | 0 – 0 referto | Šachtar | Stadio Giuseppe Meazza (0 spett.)\| Arbitro: \| Vinčić \| |
| Arbitro:                                                     | Vinčić |               |         |                                                           |

### Europa League

#### Fase a eliminazione diretta
| Arbitro: | Letexier |

|  |           |                           |
|  | Marcatori | 31’ A. Patrick 90+2’ Tetê |

| Arbitro: | Sánchez Martínez |

|                      |           |  |
| J. Moraes 67’ (rig.) | Marcatori |  |

| Arbitro: | Soares Dias |

|                                            |           |  |
| Pellegrini 23’ El Shaarawy 73’ Mancini 77’ | Marcatori |  |

| Arbitro: | Mateu Lahoz |

|               |           |                  |
| J. Moraes 59’ | Marcatori | 48’, 72’ Mayoral |

### Supercoppa
| Arbitro: | Romanov (Dnipro) |

|               |           |                                   |
| J. Moraes 37’ | Marcatori | 20’ de Pena 31’ Rodrigues 83’ Sol |

## Statistiche

### Statistiche di squadra
| Competizione         | Punti | In casa | In casa | In casa | In casa | In casa | In casa | In trasferta | In trasferta | In trasferta | In trasferta | In trasferta | In trasferta | Totale | Totale | Totale | Totale | Totale | Totale | DR  |
| Competizione         | Punti | G       | V       | N       | P       | Gf      | Gs      | G            | V            | N            | P            | Gf           | Gs           | G      | V      | N      | P      | Gf     | Gs     | DR  |
| -------------------- | ----- | ------- | ------- | ------- | ------- | ------- | ------- | ------------ | ------------ | ------------ | ------------ | ------------ | ------------ | ------ | ------ | ------ | ------ | ------ | ------ | --- |
| Prem"jer-liha        | 54    | 13      | 9       | 2       | 2       | 30      | 9       | 13           | 7            | 4            | 2            | 24           | 10           | 26     | 16     | 6      | 4      | 54     | 19     | +35 |
| Coppa d'Ucraina      | -     | 0       | 0       | 0       | 0       | 0       | 0       | 1            | 0            | 0            | 1            | 0            | 1            | 1      | 0      | 0      | 1      | 0      | 1      | -1  |
| Champions League     | 8     | 3       | 1       | 1       | 1       | 2       | 6       | 3            | 1            | 1            | 1            | 3            | 6            | 6      | 2      | 2      | 2      | 5      | 12     | -7  |
| Europa League        | -     | 2       | 1       | 0       | 1       | 2       | 2       | 2            | 1            | 0            | 1            | 2            | 3            | 4      | 2      | 0      | 2      | 4      | 5      | -1  |
| Supercoppa d'Ucraina | -     | 0       | 0       | 0       | 0       | 0       | 0       | 1            | 0            | 0            | 1            | 1            | 3            | 1      | 0      | 0      | 1      | 1      | 3      | -2  |
| Totale               | 62    | 18      | 11      | 3       | 4       | 34      | 17      | 20           | 9            | 5            | 6            | 30           | 23           | 38     | 20     | 8      | 10     | 64     | 40     | +24 |

### Andamento in campionato
| Giornata  | 1 | 2 | 3 | 4 | 5 | 6 | 7 | 8 | 9 | 10 | 11 | 12 | 13 | 14 | 15 | 16 | 17 | 18 | 19 | 20 | 21 | 22 | 23 | 24 | 25 | 26 |
| --------- | - | - | - | - | - | - | - | - | - | -- | -- | -- | -- | -- | -- | -- | -- | -- | -- | -- | -- | -- | -- | -- | -- | -- |
| Luogo     | C | T | T | C | T | C | C | C | T | C  | T  | C  | T  | T  | C  | C  | T  | C  | T  | T  | T  | C  | T  | C  | T  | C  |
| Risultato | V | N | N | V | N | V | N | V | V | N  | V  | V  | V  | N  | V  | P  | V  | V  | P  | V  | V  | P  | P  | V  | V  | V  |
| Posizione | 5 | 6 | 7 | 3 | 4 | 3 | 3 | 2 | 2 | 2  | 2  | 2  | 2  | 2  | 2  | 2  | 2  | 2  | 2  | 2  | 2  | 2  | 2  | 2  | 2  | 2  |

Legenda:

Luogo: C = Casa; T = Trasferta. Risultato: V = Vittoria; N = Pareggio; P = Sconfitta.

### Statistiche dei giocatori
Sono in corsivo i calciatori che hanno lasciato la società a stagione in corso.
| Giocatore      | Prem"jer-Liha | Prem"jer-Liha | Prem"jer-Liha | Prem"jer-Liha | Coppa d'Ucraina | Coppa d'Ucraina | Coppa d'Ucraina | Coppa d'Ucraina | UEFA Champions League + UEFA Europa League | UEFA Champions League + UEFA Europa League | UEFA Champions League + UEFA Europa League | UEFA Champions League + UEFA Europa League | Supercoppa d'Ucraina | Supercoppa d'Ucraina | Supercoppa d'Ucraina | Supercoppa d'Ucraina | Totale   | Totale | Totale      | Totale     |
| Giocatore      | Presenze      | Reti          | Ammonizioni   | Espulsioni    | Presenze        | Reti            | Ammonizioni     | Espulsioni      | Presenze                                   | Reti                                       | Ammonizioni                                | Espulsioni                                 | Presenze             | Reti                 | Ammonizioni          | Espulsioni           | Presenze | Reti   | Ammonizioni | Espulsioni |
| -------------- | ------------- | ------------- | ------------- | ------------- | --------------- | --------------- | --------------- | --------------- | ------------------------------------------ | ------------------------------------------ | ------------------------------------------ | ------------------------------------------ | -------------------- | -------------------- | -------------------- | -------------------- | -------- | ------ | ----------- | ---------- |
| M. Antônio     | 22            | 2             | 2             | 0             | 1               | 0               | 0               | 0               | 4+4                                        | 0                                          | 0+1                                        | 0                                          | 1                    | 0                    | 0                    | 0                    | 32       | 2      | 3           | 0          |
| S. Bolbat      | 6             | 0             | 1             | 0             | 1               | 0               | 0               | 0               | 0+1                                        | 0                                          | 0                                          | 0                                          | 0                    | 0                    | 0                    | 0                    | 8        | 0      | 1           | 0          |
| V. Bondar      | 11            | 0             | 3             | 1             | 0               | 0               | 0               | 0               | 6+0                                        | 0                                          | 1+0                                        | 0                                          | 1                    | 0                    | 0                    | 0                    | 18       | 0      | 4           | 1          |
| M. Cipriano    | 8             | 0             | 1             | 0             | 0               | 0               | 0               | 0               | 0                                          | 0                                          | 0                                          | 0                                          | 0                    | 0                    | 0                    | 0                    | 8        | 0      | 1           | 0          |
| Dentinho       | 14            | 3             | 1             | 0             | 1               | 0               | 0               | 0               | 4+2                                        | 1+0                                        | 0                                          | 0                                          | 0                    | 0                    | 0                    | 0                    | 21       | 4      | 1           | 0          |
| Dodô           | 23            | 2             | 4             | 0             | 0               | 0               | 0               | 0               | 6+4                                        | 0                                          | 0                                          | 0                                          | 1                    | 0                    | 0                    | 0                    | 34       | 2      | 4           | 0          |
| Fernando       | 17            | 1             | 0             | 0             | 1               | 0               | 0               | 0               | 2+2                                        | 0                                          | 0                                          | 0                                          | 1                    | 0                    | 0                    | 0                    | 23       | 1      | 0           | 0          |
| Ismaily        | 2             | 0             | 1             | 0             | 0               | 0               | 0               | 0               | 0+1                                        | 0                                          | 0                                          | 0                                          | 0                    | 0                    | 0                    | 0                    | 3        | 0      | 1           | 0          |
| D. Khocholava  | 7             | 0             | 1             | 0             | 1               | 0               | 1               | 1               | 4+0                                        | 0                                          | 1+0                                        | 0                                          | 0                    | 0                    | 0                    | 0                    | 12       | 0      | 3           | 1          |
| J. Konopljanka | 8             | 0             | 0             | 0             | 1               | 0               | 0               | 0               | 0+4                                        | 0                                          | 0                                          | 0                                          | 1                    | 0                    | 0                    | 0                    | 14       | 0      | 0           | 0          |
| V. Kornijenko  | 11            | 0             | 1             | 0             | 1               | 0               | 0               | 0               | 3+1                                        | 0                                          | 1+0                                        | 0                                          | 0                    | 0                    | 0                    | 0                    | 16       | 0      | 2           | 0          |
| V. Kovalenko   | 8             | 4             | 0             | 0             | 0               | 0               | 0               | 0               | 3+0                                        | 0                                          | 0                                          | 0                                          | 0                    | 0                    | 0                    | 0                    | 11       | 4      | 0           | 0          |
| S. Kryvcov     | 12            | 1             | 2             | 0             | 1               | 0               | 0               | 0               | 1+3                                        | 0                                          | 0                                          | 0                                          | 1                    | 0                    | 0                    | 0                    | 18       | 1      | 2           | 0          |
| M. Malyšev     | 0             | 0             | 0             | 0             | 0               | 0               | 0               | 0               | 0                                          | 0                                          | 0                                          | 0                                          | 0                    | 0                    | 0                    | 0                    | 0        | 0      | 0           | 0          |
| Marlos         | 17            | 2             | 4             | 0             | 1               | 0               | 0               | 0               | 6+4                                        | 0                                          | 0+1                                        | 0                                          | 1                    | 0                    | 0                    | 0                    | 29       | 2      | 5           | 0          |
| M. Matvijenko  | 20            | 1             | 4             | 0             | 0               | 0               | 0               | 0               | 4+4                                        | 0                                          | 0                                          | 0                                          | 1                    | 0                    | 0                    | 0                    | 29       | 1      | 4           | 0          |
| Maycon         | 19            | 2             | 4             | 0             | 1               | 0               | 0               | 0               | 6+4                                        | 0                                          | 0+1                                        | 0                                          | 0                    | 0                    | 0                    | 0                    | 30       | 2      | 5           | 0          |
| J. Moraes      | 17            | 6             | 1             | 1             | 0               | 0               | 0               | 0               | 3+4                                        | 0+2                                        | 0                                          | 0                                          | 1                    | 1                    | 0                    | 0                    | 25       | 9      | 1           | 1          |
| M. Mudryk      | 3             | 0             | 0             | 0             | 0               | 0               | 0               | 0               | 0                                          | 0                                          | 0                                          | 0                                          | 0                    | 0                    | 0                    | 0                    | 3        | 0      | 0           | 0          |
| A. Patrick     | 21            | 4             | 5             | 0             | 1               | 0               | 0               | 0               | 5+4                                        | 0+1                                        | 0+2                                        | 0                                          | 1                    | 0                    | 0                    | 0                    | 32       | 5      | 7           | 0          |
| A. Pjatov      | 4             | -4            | 0             | 0             | 1               | -1              | 0               | 0               | 1+0                                        | -4+0                                       | 0                                          | 0                                          | 1                    | -3                   | 0                    | 0                    | 7        | -12    | 0           | 0          |
| O. Ševčenko    | 0             | 0             | 0             | 0             | 0               | 0               | 0               | 0               | 0                                          | 0                                          | 0                                          | 0                                          | 0                    | 0                    | 0                    | 0                    | 0        | 0      | 0           | 0          |
| M. Solomon     | 23            | 9             | 1             | 0             | 1               | 0               | 0               | 0               | 6+4                                        | 2+0                                        | 1+0                                        | 0                                          | 1                    | 0                    | 0                    | 0                    | 35       | 11     | 2           | 0          |
| T. Stepanenko  | 18            | 2             | 2             | 0             | 0               | 0               | 0               | 0               | 4+1                                        | 0                                          | 1+0                                        | 0                                          | 1                    | 0                    | 0                    | 0                    | 24       | 2      | 3           | 0          |
| H. Sudakov     | 10            | 1             | 0             | 0             | 1               | 0               | 1               | 0               | 1+2                                        | 0                                          | 0                                          | 0                                          | 0                    | 0                    | 0                    | 0                    | 14       | 1      | 1           | 0          |
| Taison         | 15            | 2             | 0             | 0             | 1               | 0               | 0               | 0               | 4+3                                        | 0                                          | 0+2                                        | 0                                          | 1                    | 0                    | 0                    | 0                    | 24       | 2      | 2           | 0          |
| Tetê           | 24            | 6             | 1             | 0             | 1               | 0               | 0               | 0               | 6+4                                        | 1+1                                        | 0                                          | 0                                          | 1                    | 0                    | 0                    | 0                    | 36       | 8      | 1           | 0          |
| A. Trubin      | 21            | -15           | 1             | 0             | 0               | 0               | 0               | 0               | 5+4                                        | -8+-5                                      | 1+0                                        | 0                                          | 0                    | 0                    | 0                    | 0                    | 30       | -28    | 2           | 0          |
| V. Vakula      | 2             | 0             | 1             | 0             | 0               | 0               | 0               | 0               | 0                                          | 0                                          | 0                                          | 0                                          | 0                    | 0                    | 0                    | 0                    | 2        | 0      | 1           | 0          |
| Vitão          | 10            | 0             | 1             | 0             | 0               | 0               | 0               | 0               | 3+4                                        | 0                                          | 1+1                                        | 0                                          | 0                    | 0                    | 0                    | 0                    | 17       | 0      | 3           | 0          |
| B. V″junnyk    | 5             | 0             | 0             | 0             | 0               | 0               | 0               | 0               | 1+0                                        | 0                                          | 0                                          | 0                                          | 0                    | 0                    | 0                    | 0                    | 6        | 0      | 0           | 0          |